# Lipovac, Topola
Lipovac (izvirno srbsko Липовац) je naselje v Srbiji, ki upravno spada pod Občino Topola; slednja pa je del Šumadijskega upravnega okraja.

## Demografija
V naselju živi 444 polnoletnih prebivalcev, pri čemer je njihova povprečna starost 41,5 let (40,1 pri moških in 42,9 pri ženskah). Naselje ima 173 gospodinjstev, pri čemer je povprečno število članov na gospodinjstvo 3,23.
To naselje je, glede na rezultate popisa iz leta 2002, večinoma srbsko.
|  |

| Demografija | Demografija     | Demografija     |
| Leto        | Št. prebivalcev | Št. prebivalcev |
| ----------- | --------------- | --------------- |
|             |                 |                 |
|             |                 |                 |
|             |                 |                 |
|             |                 |                 |
| 1948        | 744             |                 |
| 1953        | 736             |                 |
| 1961        | 736             |                 |
| 1971        | 646             |                 |
| 1981        | 603             |                 |
| 1991        | 558             | 558             |
| 2002        | 567             | 558             |
|             |                 |                 |

| Etnična sestava po popisu iz leta 2002 | Etnična sestava po popisu iz leta 2002 | Etnična sestava po popisu iz leta 2002 | Etnična sestava po popisu iz leta 2002 | Etnična sestava po popisu iz leta 2002 |
| -------------------------------------- | -------------------------------------- | -------------------------------------- | -------------------------------------- | -------------------------------------- |
| Srbi                                   | Srbi                                   |                                        | 547                                    | 98,02%                                 |
| Neznano                                | Neznano                                |                                        | 11                                     | 1,97%                                  |